# Cypress Semiconductor
Cypress Semiconductor (abreviatura NASDAQ: CY) és una empresa dels EUA del sector electrònica/semiconductors que dissenya i fabrica memòries NOR flaix, F-RAM, SRAM, processadors PSoC, IC manegadors de potència i dispositius de ràdio-freqüència Bluetooth LE i connectivitat USB. Cypress és una empresa que dissenya i fabrica. Fou creada el 1982 i la seva seu és a San José (Califòrnia) EUA.
El maig del 2019, Infineon Technologies adquireix Cypress Semiconductors per un valor aproximat de 9 mil milions d'euros.

## Història
| Any  | Descripció                                                  |
| ---- | ----------------------------------------------------------- |
| 1982 | creació per T. J. Rodgers i altres d'Advanced Micro Devices |
| 2015 | fusió amb l'empresa Spansion                                |
| 2016 | adquireix l'empresa Broadcom, especialista en IC Wireless   |

## Productes i adquisicions
| Família de Productes             | Empresa adquirida                                                |
| -------------------------------- | ---------------------------------------------------------------- |
| Generadors de senyal de rellotge | IC Design, ICWorks, International Microcircuits Inc              |
| Connectivitat USB                | Anchor Chips, In-Sytem Design,ScanLogic                          |
| Tecnologia PSoC                  | PSoC Technology                                                  |
| Tecnologia RAM                   | GalvantechInc, Cascade Semiconductor Corp., Simtek Corp, Ramtrom |
| Tecnologia RF                    | Alation,RadioCom                                                 |
| Tecnologia Cel·lules Solars      | SunPower, PowerLight                                             |
| Sensors d'Imatge                 | Silicon Light Machines, FillFactory, SMaL Camera Technologies    |
| Telecom                          | Arcus, Silicon Packets, Lara Networks, HiBand Semiconductors     |

Família de microprocessadors ː
| Referència | Descripció                                                 |
| ---------- | ---------------------------------------------------------- |
| PSoC 1, 3  | Microprocessadors de 8 bits                                |
| PSoC 4     | Microprocessadors ARM cortex M0, M0+                       |
| PSoC 5LP   | Microprocessadors ARM cortex M3                            |
| FM3        | Microprocessadors ARM cortex M3                            |
| FM4        | Microprocessadors ARM cortex M4                            |
| PSoC 6     | Microprocessadors ARM cortex M amb doble nucli ː M6 i M0++ |
| Traveo     | Microprocessadors ARM cortex R5                            |
| Traveo II  | Microprocessadors ARM cortex M4 i M7                       |